# Philippe Saint-Jean
Philippe Saint-Jean (13 mei 1954) is een Belgische voetbaltrainer. Sinds oktober 2021 is hij sportief directeur van Royal Excel Moeskroen.

## Spelerscarrière
- 1970-1980 CS Brainois

## Trainerscarrière
Om medische redenen verliet hij in augustus 2008 voetbalclub RAEC Mons. Tussen 2010 en 2012 was hij trainer van Royal Mouscron-Péruwelz. Hij loodste de club van vierde naar tweede klasse ondanks alweer gezondheidsproblemen. Officieel moest hij vertrekken omwille van die problemen maar het was geweten dat hij geschillen had met de aandeelhouder voetbalclub Lille. Van 2012 tot 2015 was hij sportief directeur bij AFC Tubize.
Sinds 2018 was Saint-Jean weer aan de slag bij Royal Excel Moeskroen in de functie van directeur van hun jeugdopleiding Futurosport. En hoofdtrainer ad interim in februari 2020 ter vervanging van de zieke Bernd Hollerbach. In oktober 2021 volgde hij er de ontslagen Mbo Mpenza op als sportief directeur.
- 1979-1980 CS Brainois (jeugd)
- 1980-1981 CS Waysien (jeugd)
- 1983-1985 Royale Union Saint-Gilloise (jeugdcoördinator)
- 1987-1993 CS Brainois
- 1993-1994 Royale Union Saint-Gilloise (jeugdcoördinator)
- 1994-1995 KV Mechelen (jeugd)
- 1995-1997 nationale beloften van België
- 1997-2002 Excelsior Moeskroen (directeur Futurosport)
- 2002-2004 AFC Tubize
- 2004-03/2005 Excelsior Moeskroen
- 2006-2008 AFC Tubize
- 2008-08/2008 RAEC Mons
- 2010-2012 Royal Mouscron-Péruwelz
- 2012-2015 AFC Tubize (sportief directeur)
- 2018-heden Royal Excel Moeskroen (directeur Futurosport, jeugdopleiding)
- 2020 (februari) Royal Excel Moeskroen (hoofdtrainer a.i.)
- 2021-heden Royal Excel Moeskroen. (sportief directeur)